# Johann Noetzel
Johann Thomas Noetzel (Seattle, 4 de abril de 1977) é um futebolista e treinador de futebol dos Estados Unidos que joga pela Seleção das Marianas Setentrionais. Atualmente joga no Tan Holdings, clube da primeira divisão do arquipélago.

## Carreira
Tendo jogado nas categorias de base do Aston Villa, Noetzel não chegou a atuar profissionalmente pelos Villans, mudando-se para a recém-criada MLS em 1996. Por uma década, jogou no Dallas Burn/FC Dallas, mas disputou apenas um jogo pela franquia do Texas, em 2000.
Em 2006, foi jogar no Tan Holdings, onde permaneceu até 2015. Paralelamente, era o treinador da Seleção Norte-Marianense, exercendo o cargo em 2012, dando lugar posteriormente ao malaio Koo Luam Khen.
O goleiro disputou ainda 2 temporadas no Stallion, da primeira divisão do Campeonato Filipino, voltando ao Tan Holdings em 2016.

## Seleção Norte-Marianense
Em 2012, fez sua estreia na Seleção das Marianas Setentrionais, que não é membro da FIFA, integrando a CAF na condição de associada. Por isso, a entidade não considera nenhum jogo do goleiro pelos Blue Ayuyus como oficial.

## Links
- Johann Noetzel em National-Football-Teams.com